# 593195 Lavinaahmed
593195 Lavinaahmed è un asteroide della fascia principale. Scoperto nel 2012, presenta un'orbita caratterizzata da un semiasse maggiore pari a 2,5344601 au e da un'eccentricità di 0,3115311, inclinata di 13,39414° rispetto all'eclittica.